# Professional Native Indian Artists Inc.

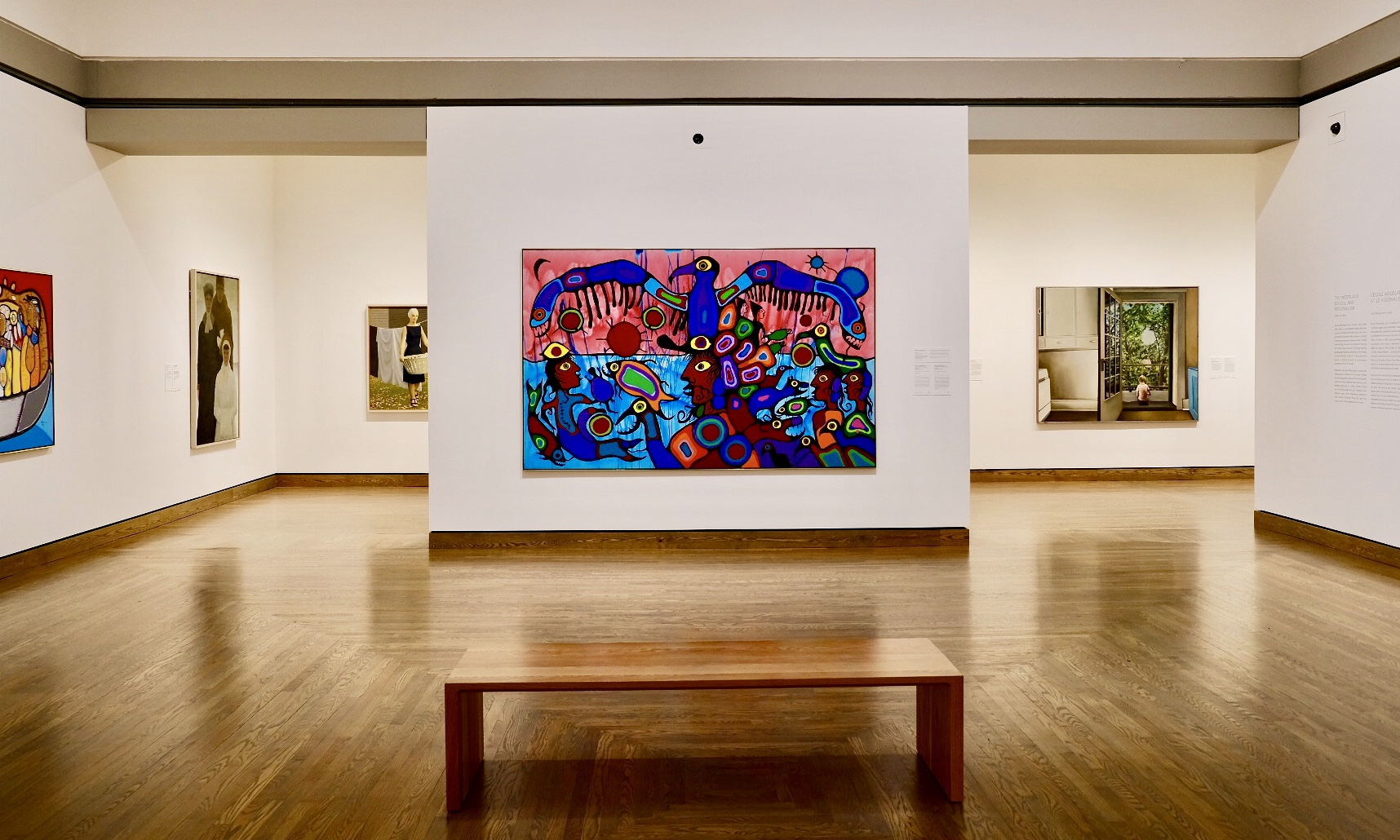
Norval („Copper Thunderbird“) Morrisseau: Artist And Shaman Between Two Worlds, 1980. National Gallery of Canada

Die Professional Native Indian Artists Inc. (PNIAI), informell auch als „Indian Group of Seven“ bekannt, ist ein Künstlerkollektiv indigener Künstler, das sich 1973 in Winnipeg, Manitoba, Kanada, formierte. Gegründet von Daphne Odjig, Alex Janvier, Norval Morriseau, Jackson Beardy, Eddy Cobiness, Carl Ray und Joseph M. Sánchez, ist die Professional Native Indian Artists Incorporated eine bahnbrechende künstlerische Praxis einer Gruppe von Künstlern, die sich zusammengeschlossen haben, um Grenzen zu überschreiten, die koloniale und diskriminierende Sozialpolitik der Vergangenheit zu verurteilen und sich den komplexen kulturellen und politischen Zeiten zu widersetzen.
Die Gründung der PNIAI markierte einen Wendepunkt in der kanadischen Kunstgeschichte. Die Mitglieder der Gruppe strebten danach, indigene Kunst als integralen Bestandteil der zeitgenössischen Kunstszene Kanadas zu etablieren und Vorurteile gegenüber indigener Kunst zu überwinden. Durch gemeinsame Ausstellungen und Aktionen forderten sie Anerkennung und Respekt für ihre Arbeiten und schufen eine Plattform für nachfolgende Generationen indigener Künstler.
Die PNIAI bestand aus sieben Künstlern, von denen die meisten aus den First Nations Kanadas stammten, brachten unterschiedliche Stile und Perspektiven in die Gruppe ein:
- Jackson Beardy (1944–1984). Jackson Beardy war ein führender Künstler der Woodland-Schule, die indigene Mythen und spirituelle Motive in farbenfrohen, abstrahierten Darstellungen einfing. Seine Werke zeichnen sich durch geschwungene Linien und symbolische Tiermotive aus, die die enge Beziehung zwischen Mensch und Natur betonen.
- Eddy Cobiness (1933–1996). Eddy Cobiness begann mit realistischen Zeichnungen und entwickelte später einen fließenden, abstrakten Stil, der indigene Symbole und zeitgenössische Kunst vereint. Seine Werke sind für ihre Einfachheit und Eleganz bekannt, oft mit minimalen Linien, die große emotionale Tiefe ausdrücken.
- Alex Janvier (1935– 2024). Alex Janvier kombiniert traditionelle indigene Kunst mit abstrakter Malerei, wobei er oft leuchtende Farben und fließende Formen verwendet. Seine Werke erzählen Geschichten von Land, Identität und der spirituellen Verbindung seines Volkes zur Natur.
- Norval Morrisseau (1932–2007). Norval Morrisseau, bekannt als der "Vater der Woodland-Schule", brachte indigene Mythen auf die Leinwand mit kräftigen Farben und schwarzen Konturlinien. Seine Gemälde sind reich an spirituellen und kosmologischen Themen, die tief in den Traditionen seines Ojibwa-Erbes verwurzelt sind
- Daphne Odjig (1919–2016). Daphne Odjig verband in ihrer Kunst indigene Legenden mit modernen Einflüssen, oft in leuchtenden Farben und dynamischen Kompositionen. Ihre Werke heben die Rolle der Frauen in der indigenen Kultur hervor und thematisieren oft soziale und politische Themen.
- Carl Ray (1943–1978). Carl Ray war bekannt für seine mythologischen Darstellungen und detaillierten Tier- und Menschenfiguren, die stark von der Woodland-Schule beeinflusst sind. Seine Werke sind tief in den spirituellen Geschichten seines Volkes verwurzelt und oft von einer eindringlichen Symbolik geprägt.
- Joseph Sánchez (geb. 1948). Sánchez verbindet in seinen Arbeiten die Symbolik der indigenen Kultur mit zeitgenössischen Techniken und Themen. Seine Kunst ist oft eine Reflexion über Identität, Geschichte und den Einfluss der Kolonisierung auf indigene Gemeinschaften.

Die PNIAI setzte sich für die professionelle Anerkennung indigener Künstler ein und strebte danach, Barrieren in der Kunstwelt zu überwinden, die indigene Kunst oft marginalisierten. Durch gemeinsame Ausstellungen und Aktionen schufen sie ein Bewusstsein für die Bedeutung indigener Kunst und förderten deren Integration in den Mainstream der kanadischen Kunstszene. 
Der Reporter der Winnipeg Free Press, Gary Scherbain, gab der PNIAI den Spitznamen „Indian Group of Seven“ in Anlehnung an die Group of Seven, die in den 1920er und 1930er Jahren kanadische Landschaften im impressionistischen Stil malte.

## Werke
Die Mitglieder der PNIAI ließen sich häufig von ihrem kulturellen Erbe inspirieren und integrierten traditionelle Geschichten, Symbole und Techniken in ihre Arbeiten. Dabei verbanden sie traditionelle indigene Kunstformen mit modernen künstlerischen Ausdrucksweisen, was zu einer einzigartigen Synthese führte, die sowohl ihre kulturelle Identität bewahrte als auch zeitgenössische Themen ansprach.
Die PNIAI bleibt ein bedeutendes Kapitel in der Geschichte der kanadischen Kunst, da sie den Weg für nachfolgende Generationen indigener Künstler ebnete und die Wahrnehmung indigener Kunst in Kanada nachhaltig veränderte.